# Station Zevenaar GOLS
Station Zevenaar GOLS is een voormalig spoorwegstation in Nederland van de Geldersch-Overijsselsche Lokaal Spoorweg (GOLS). Het station lag vlak bij Station Zevenaar van de NRS. Het station lag ongeveer een 75 meter ten oosten van de overweg Stationsplein en ongeveer 50 meter naar het noorden ten opzichte van het huidige spoor. In 1892 werd er een verbindingsspoor naar het station Zevenaar van de NRS aangelegd. In eerste instantie alleen om rechtstreeks goederenvervoer naar Arnhem/Duitsland mogelijk te maken. 
In 1918 werd het station gesloten; het verplichte overstappen en wandelen van het ene naar het andere station was een reden voor teruglopende reizigersaantallen. Na 1918 reden ook de reizigerstreinen naar het NRS station en hadden hun eindpunt op de goederensporen welke aan de voorzijde van het station lagen. In eerste instantie moest er nog op het NRS station worden overgestapt op de trein naar Arnhem, na overname van de GOLS door de HSM en de verplichte samenwerking tussen HSM en SS (welke de NRS had overgenomen) reden treinen door naar Arnhem. Er was een stationsgebouw van het type GOLS groot. 
De lokale spoorwegmaatschappij GOLS werd in 1881 opgericht op initiatief van een textielfabrikant uit Winterswijk. In 1884 werd Station Winterswijk GOLS geopend, als beginpunt van de lijn Winterswijk - Neede, in 1885 werd ook de lijn naar Zevenaar geopend. In totaal werden er dertien GOLS-stations geopend.
De GOLS werd in 1920 overgenomen door de HSM (zowel de lijnen als de exploitatie). In 1928 werd de GOLS definitief opgeheven. Het stationsgebouw Zevenaar GOLS is in 1970 gesloopt om plaats te maken voor de uitbreiding van de Turmac sigarettenfabriek. Deze fabriek had op de locatie van het voormalige station de expeditieloodsen staan en een eigen spooraansluiting. Dit was echter niet het oude GOLS-spoor, deze aansluiting is in 1975 nieuw aangelegd (en lag ook zuidelijker dan de oude GOLS-sporen).